# تود يودر
تود يودر (بالإنجليزية: Todd Yoder)‏ هو لاعب كرة قدم أمريكية أمريكي، ولد في 18 مارس 1978 في نيو بالستاين في الولايات المتحدة.

## وصلات خارجية
- تود يودر على موقع مرجع كرة القدم المحترفة.كوم (الإنجليزية)